# 曹振鏞
曹振鏞（1755年—1835年），字懌嘉，号俪笙，安徽歙縣雄村人。清朝嘉慶、道光年間重臣。
曹振镛于乾隆四十六年（1781年）进士，历任翰林院编修、侍读学士。嘉庆年间，担任少詹事、吏部尚书、协办大学士、体仁阁大学士。道光年间，历任首席军机大臣、武英殿大学士、上书房总师傅，晋封太傅，并赐画像入紫光阁。死后谥“文正”，入祀贤良祠。

## 生平

### 乾隆年间
曹振鏞是尚書、乾隆二十五年进士第二甲传胪曹文埴之子，先世为曹全晸，振镛为其三十六世孙。家族初在婺源晓鳙，后迁雄村。母程氏，奉直大夫程志深之女。
乾隆二十年十月十四日辰时，曹振镛出生於下托山，幼年时期，其师父方昌镐的教育十分严厉，背书稍差一字就要求重背，后又师从海宁查祖香学作文。
乾隆三十八年，娶妻鲍氏，贡生鲍立然之女。四月应童子试，得第一，八月复得第一，遂为徽州府附生。
乾隆三十九年，振镛赴江宁乡试，得第二。
乾隆四十六年三月应礼部会试，第三十五名。五月初六，赐進士出身，由選庶吉士，留館授翰林院編修。翰林院大考三等，乾隆帝认为曹振镛为曹文埴之子，才能可用，特擢升为侍讲。累迁至侍读学士。

### 嘉庆年间
嘉庆三年（1798年），曹振鏞大考二等，迁任少詹事。后因父丧回乡，服丧完毕后，担任通政使。历任内阁学士、工部侍郎、吏部侍郎。
嘉庆十一年（1806年），升任工部尚书。奉命撰《清高宗实录》，书成后，加太子少保衔，调任户部尚书，兼翰林院掌院学士。
嘉庆十八年（1813年）九月，调任吏部尚书、协办大学士；随后，又升任体仁阁大学士，管理工部事务，晉太子太保衔。
嘉庆十九年至二十五年间，嘉庆帝六次谒陵，五次秋狝木兰，曹振鏞以宰相身份留守京城。嘉庆二十五年（1820年），嘉庆帝驾崩，军机大臣撰写遗诏，称乾隆帝诞生于避暑山庄，编修刘凤诰发觉其中错误，告知曹振镛，曹振镛召对陈述此事，道光帝大怒，罢免军机处全体，并任命曹振镛为军机大臣。

### 道光年间
道光元年（1821年），曹振鏞晋太子太傅、武英殿大学士。道光三年（1823年）万寿节，道光帝赐宴十五老臣，曹振镛年齿居末，特命与宴绘像。道光四年（1824年），充任上书房总师傅。道光六年（1826年），入值南书房。道光七年（1827年），平定张格尔之乱，晋太子太师。道光八年（1828年），张格尔就擒，晋升为太傅，赐用紫缰，图形紫光阁，位列功臣之中。曹振镛上疏固辞，道光帝下诏军机大臣另外绘制一张图，以全其让功之心，而彰显他辅弼的功劳。道光帝亲自书写赞语赐给他：“亲政之始，先进正人。密勿之地，心腹之臣。问学渊博，献替精醇。克勤克慎，首掌丝纶。”道光十一年（1831年），以万寿庆典赐双眼花翎。
道光帝晚年倦勤，“一时言官，多好毛举细故，相率为浮滥冗琐之文以塞责”，曹振鏞教皇帝在奏章裡挑錯字，“必严斥罚俸降革，中外震悚”。时人称其所出的计谋，多误国之方。然而曹振镛在任军机大臣期间，负责具体事务办理，对改革弊政多有建树。曹振镛三次当学政，主持乡试、会试各四次，都能尽心尽力；阅评考卷能遵纪守法，不淹没博学之士；对殿试考生，必预先一一校阅考卷，工作一丝不苟，不出差错。曹振镛是盐商子弟，祖上以盐业起家，有一批亲属是扬州盐商，世代享有特权。两江总督陶澍提出盐政改革，取消商盐垄断权，实行凡纳税皆可贩盐的盐票法。这一改革严重损害盐商利益，也损害曹振镛亲属的利益，亲属叫苦不迭，纷纷投诉到曹振镛，曹振镛说：“焉有饿死之宰相家？”一笑了之。
道光十五年（1835年）正月，曹振镛逝世，道光帝亲临吊丧，下诏书说：“大学士曹振镛，人品端方。自授军机大臣以来，靖恭正直，历久不渝。凡所陈奏，务得大体。前大学士刘统勋、朱珪，於乾隆、嘉庆中蒙皇祖、皇考鉴其品节，赐谥文正。曹振镛实心任事，外貌讷然，而献替不避嫌怨，朕深倚赖而人不知。揆诸谥法，足以当‘正’字而无媿。其予谥文正。”赐諡文正，入賢良祠，有人譏其「不文不正」，更有甚者，有人出对联讥刺，“焉用文，阅试卷偏傍必黜，是以谓之文；奚其正，收炭敬细大不捐，则不得其正。”
作为道光帝的亲信，曹振鏞一生官運亨通，门生向他請教如何平步青雲，他說：“無它，但多磕頭、少說話耳！”门生后辈有入御史者，必戒之曰：“毋多言，毋豪意兴！”時人譏其「庸碌」。著有《纶阁廷辉集》、《话云轩咏史诗》。清代有《一剪梅》用來諷刺曹振鏞：“仕途鑽刺要精工，京信常通，炭敬常豐。莫談時事逞英雄，一味圓融，一味謙恭。大臣經濟在從容，莫顯奇功，莫說精忠，萬般人事要朦朧，駁也無庸，議也無庸。八方無事歲歲豐，國運方隆，官運方通，大家襄贊要和衷，好也彌縫，歹也彌縫。無災無難到三公，妻受榮封，子蔭郎中，流芳後世更無窮，不諡文忠，便諡文恭。”

## 延伸阅读
[在维基数据编辑]
 在维基文库阅读此作者作品（ 在维基共享资源阅览影像）
 《清史稿·卷363》，出自趙爾巽《清史稿》

## 外部連結
- 曹振鏞 （页面存档备份，存于） 中研院史語所

| 官衔          | 官衔                                                                                 | 官衔          |
| ------------- | ------------------------------------------------------------------------------------ | ------------- |
| 前任： 戴衢亨 | 戶部漢尚書 嘉慶十四年七月丁卯－嘉慶十八年九月庚辰 （1813年8月19日－1813年10月10日）  | 繼任： 潘世恩 |
| 前任： 鄒炳泰 | 吏部漢尚書 嘉慶十八年九月庚辰－嘉慶十八年九月甲申 （1813年10月10日－1813年10月14日） | 繼任： 章煦   |
| 前任： 刘权之 | 体仁阁大学士 嘉慶十八年（1813年）九月 - 道光元年（1821年）五月                       | 繼任： 伯麟   |
| 前任： 明亮   | 武英殿大学士 道光元年（1821年）五月－道光十五年（1835年）正月                        | 繼任： 穆彰阿 |